# Calamus oxleyanus
Calamus oxleyanus är en enhjärtbladig växtart som beskrevs av Johannes Elias Teijsmann, Simon Binnendijk och Friedrich Anton Wilhelm Miquel. Calamus oxleyanus ingår i släktet Calamus och familjen Arecaceae.

## Underarter
Arten delas in i följande underarter:
- C. o. montanus
- C. o. oxleyanus